# Glinus oppositifolius
Glinus oppositifolius är en kransörtsväxtart som först beskrevs av Carl von Linné, och fick sitt nu gällande namn av Aug.Dc. Glinus oppositifolius ingår i släktet Glinus och familjen kransörtsväxter. Inga underarter finns listade i Catalogue of Life.

## Bildgalleri

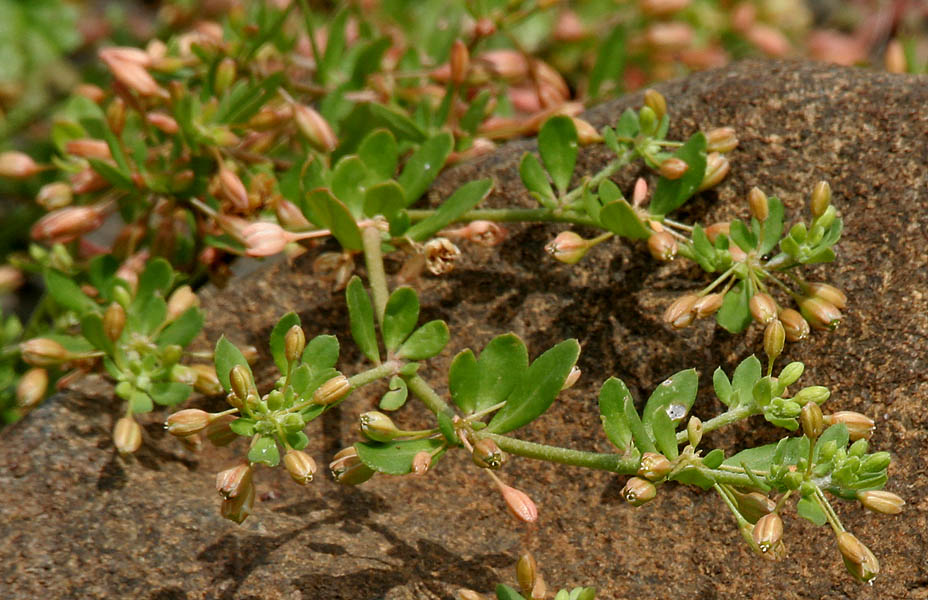
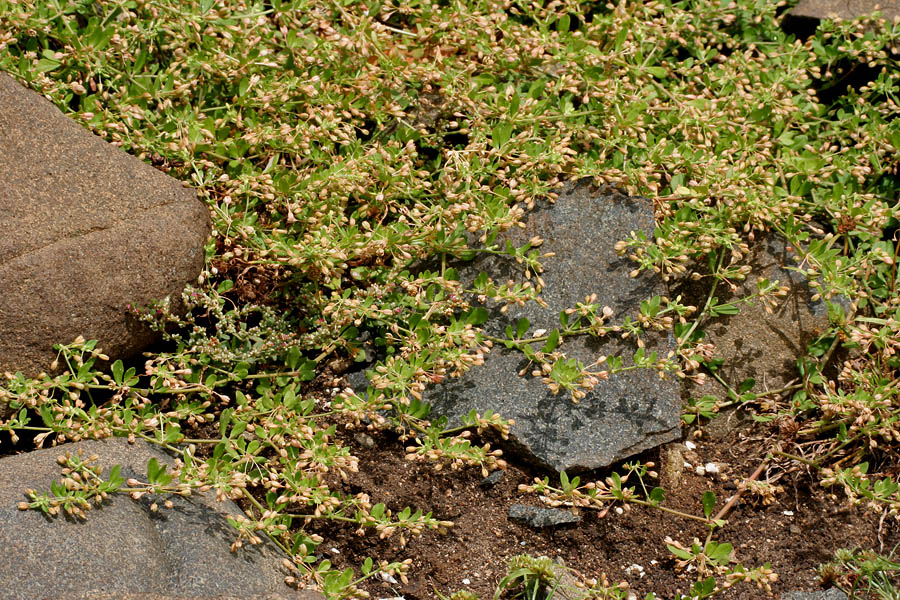
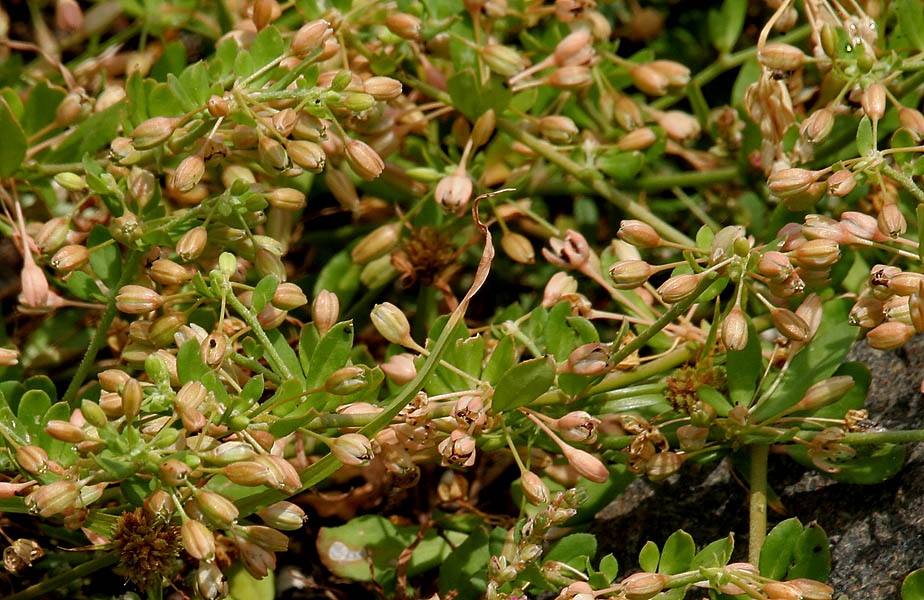
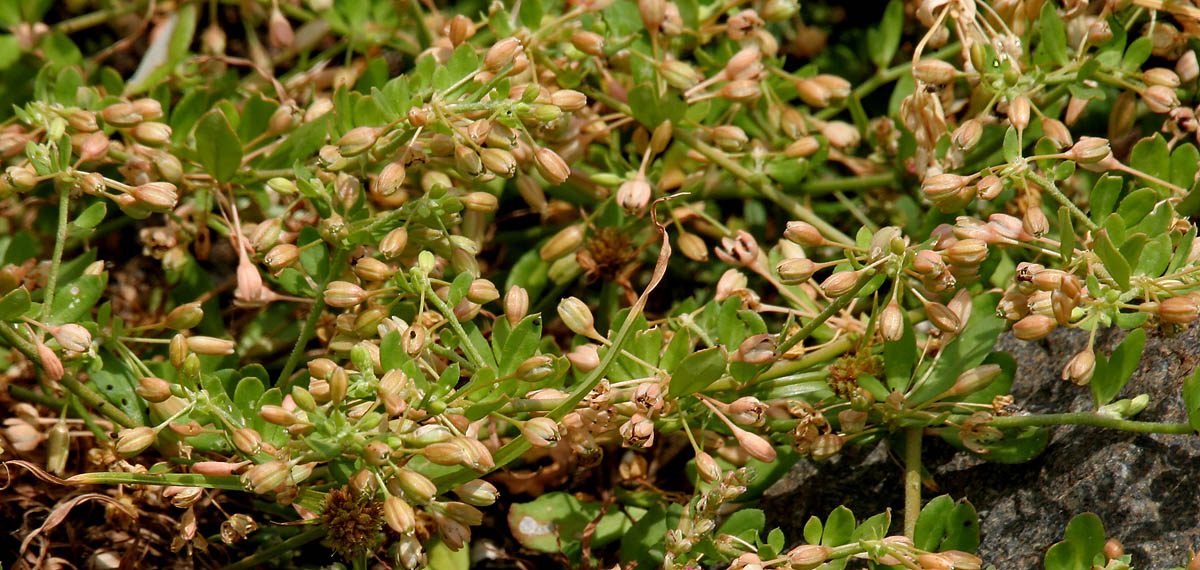
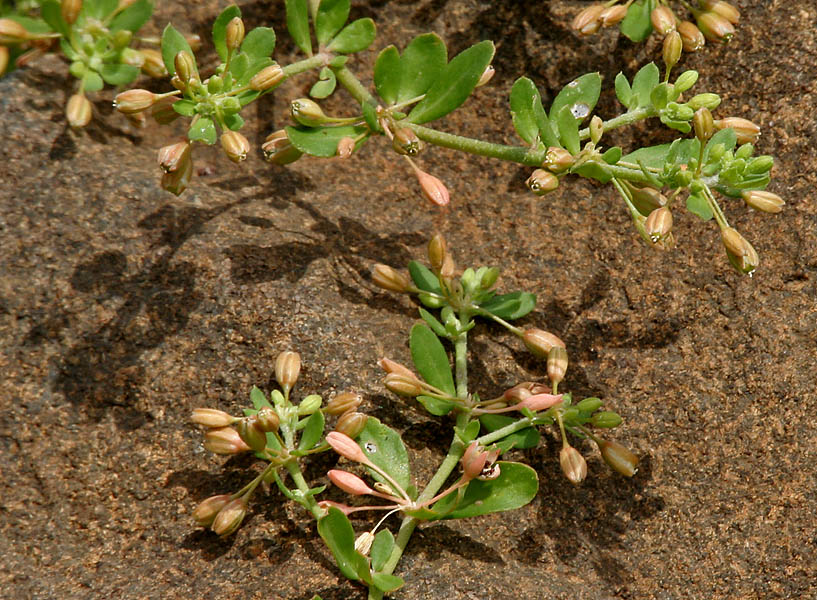
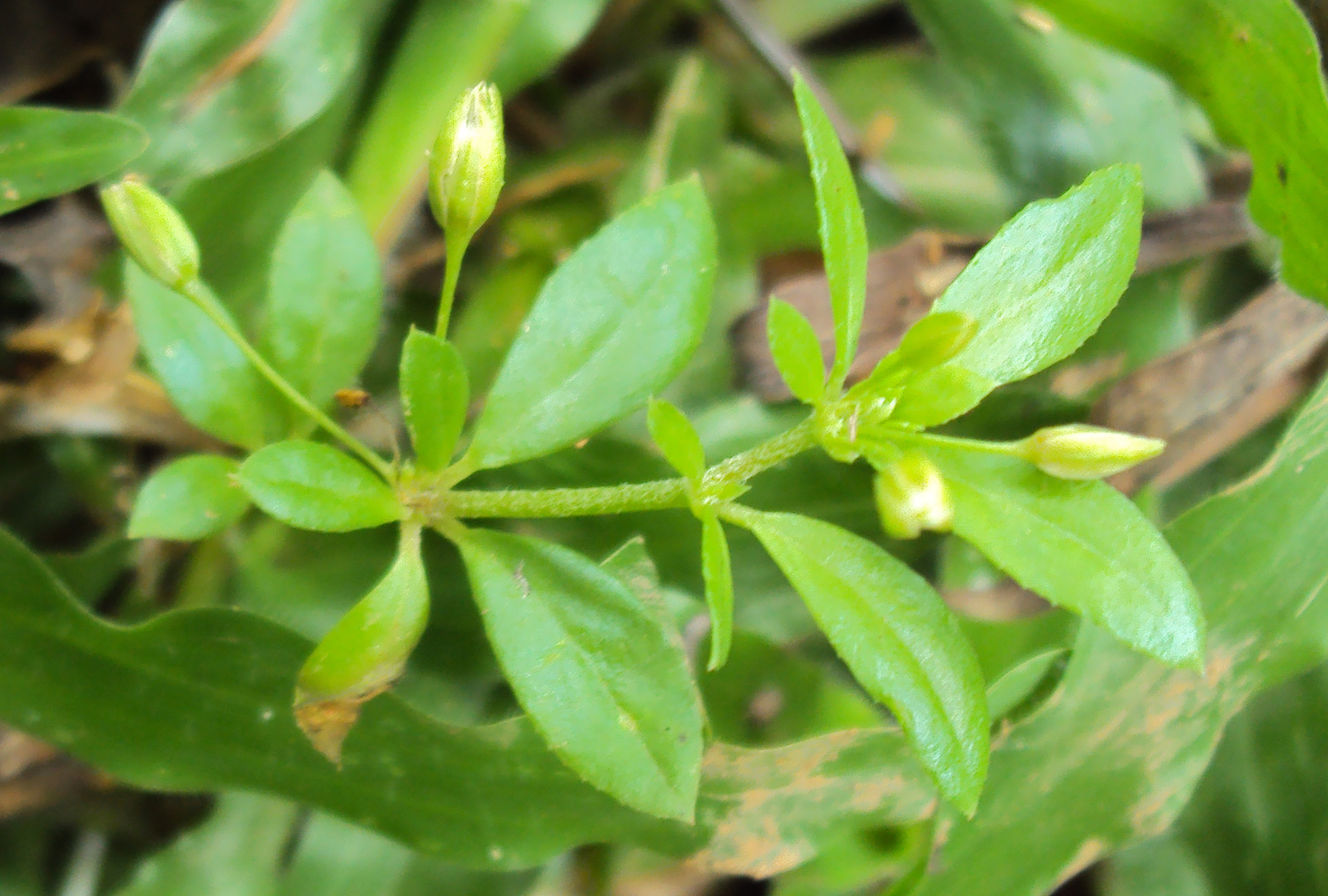